# Ermesgraben
Der Ermesgraben ist ein knapp zwei Kilometer langer, nördlicher und linker Zufluss der Mosel in der Stadt Schweich im rheinland-pfälzischen Landkreis Trier-Saarburg. Er hat die Gewässerkennziffer 267152.

## Geographie

### Verlauf
Der Ermesgraben entspringt in der Stadt Schweich auf einer Höhe von 141 m ü. NHN in einem Grünstreifen südwestlich der Bahnhofstraße.
Der Graben fließt zunächst, begleitet von dichtem Gehölz, in südwestlicher Richtung durch den Grünstreifen an der Villa Mentis vorbei. Nach knapp zweihundert Meter wird er auf seiner rechten Seite von einem zweiten, aus dem Norden kommenden Quellast gestärkt.  Der vereinigte Graben läuft nun in südlicher Richtung durch das Neubaugebiet Ermesgraben und kreuzt dann die Schweicher Straße (K 35) und passiert dabei die Gemarkungsgrenze von Schweich nach Issel.
Er unterquert danach noch die Bundesstraße 53 und mündet schließlich auf der Gemarkung des Schweicher Stadtteils Issel oberhalb des Sportboothafens auf einer Höhe von 123 m ü. NHN bei Mosel-KM 179 von Norden und von links in die aus dem Osten kommende Mosel.
Der 1,710 km lange Lauf des Ermesgrabens endet etwa 18 Höhenmeter unterhalb seiner Quelle, er hat somit ein mittleres Sohlgefälle von ungefähr 11 ‰.

### Einzugsgebiet
Das 0,766 km² große Einzugsgebiet des Ermesgrabens liegt im Föhrener Kuppenland und im Trierer Moseltal. Es wird durch ihn über die Mosel und den Rhein zur Nordsee entwässert. 
Das Einzugsgebiet grenzt
- im Osten an das des Föhrenbachs, der in  die Mosel mündet
- und im Westen an das des Merzbachs, der ebenfalls ein Zufluss der Mosel ist.